# Acanthagrion aepiolum
Acanthagrion aepiolum – gatunek ważki z rodziny łątkowatych (Coenagrionidae). Występuje  w Ameryce Południowej.